# Wahl des Legislativ-Yuans der Republik China (Taiwan) 2020
Die Wahl des Legislativ-Yuans der Republik China (Taiwan) 2020 fand am 11. Januar statt. Gewählt wurde der 113 Abgeordnete umfassende Legislativ-Yuan, das gesetzgebende Parlament der Republik China auf Taiwan. Am selben Tag fand auch die Präsidentenwahl statt. Trotz deutlicher Stimmenverluste konnte die Demokratische Fortschrittspartei (DPP) ihre absolute Mehrheit im Legislativ-Yuan verteidigen.

## Vorgeschichte
Zu den Entwicklungen seit 2016 siehe Präsidentenwahl in der Republik China (Taiwan) 2020#Entwicklungen seit der letzten Wahl.
Bei der letzten Wahl 2016 errang die Demokratische Fortschrittspartei (DPP) die absolute Mehrheit der Mandate im Legislativ-Yuan. Nacheinander amtierten mehrere Premierminister, zunächst die beiden Parteilosen Chang San-cheng (Feb. bis Mai 2016) und Lin Chuan (Mai 2016 bis Sept. 2017), und danach die DPP-Politiker Lai Ching-te (Sept. 2017 bis Jan. 2019) und Su Tseng-chang (seit Jan. 2019). Chang war noch von Präsident Ma Ying-jeou ernannt worden und von Anfang an nur als Übergangspremier vorgesehen. Sein Nachfolger Lin trat nach anderthalb Jahren unter anderem deswegen zurück, weil er sich – nach eigenen Angaben – nicht zu sehr in parteipolitische Auseinandersetzungen hineinziehen lassen wollte. Lai Ching-te trat infolge der schweren Wahlniederlage der DPP bei den Kommunal- und Regionalwahlen 2018 zurück.

## Parteienspektrum

### „Blaue“ und „grüne“ Parteien
Die politischen Parteien und Meinungen in Taiwan sind vor allem an der Frage des Verhältnisses zur Volksrepublik China gespalten. Parteien des sogenannten pan-grünen Spektrums (grün = Parteifarbe der DPP) streben letztlich an, die Republik China auf Taiwan zu einer eigenen Inselnation weiterzuentwickeln und den Anspruch auf die Wiedervereinigung mit dem chinesischen Festland mehr oder weniger ganz aufzugeben. Parteien des pan-blauen Spektrums (blau = Parteifarbe der Kuomintang) betonen dagegen die Zugehörigkeit Taiwans zum chinesischen Kulturkreis und lehnen eine einseitige Unabhängigkeitserklärung Taiwans ab. Nur eine sehr kleine Minderheit befürwortet allerdings eine sofortige Vereinigung mit der Volksrepublik China.
Die Frage ist von größter politischer Bedeutung für Taiwan, da die Volksrepublik China Taiwan weiterhin als eine Provinz Chinas betrachtet und sich scharf gegen jegliche Unabhängigkeitsbestrebungen ausgesprochen hat. Für diesen Fall behält sich die Volksrepublik mit einem "Anti-Abspaltungsgesetz" auch den Einsatz militärischer Mittel ausdrücklich vor.
Die Diskussion zwischen den beiden politischen Lagern wird insbesondere von Anhängern des pan-grünen Spektrums häufig emotional geführt, da Taiwan jahrzehntelang (bis zur Demokratisierung Anfang der 1990er Jahre) unter der rigiden Einparteienherrschaft der Kuomintang stand, die das Wiedervereinigungsgebot quasi staatlich verordnete. Einige pan-grüne Parteigänger beschreiben diese Zeit als Fremdherrschaft der vom chinesischen Festland stammenden Kuomintang über die autochthone taiwanische Inselbevölkerung. Taiwan müsse jetzt wieder zu einer eigenen Identität zurückfinden.
Anhänger der pan-blauen Richtung betonen neben den historischen und kulturellen Gemeinsamkeiten mit Festlandchina vor allem die nach ihrer Meinung unzweifelhaften großen wirtschaftlichen Vorteile, die die Kooperation mit Festlandchina für Taiwan mit sich gebracht habe. Ein zu konfrontativer Kurs gegenüber der Volksrepublik würde Taiwan wirtschaftlich und politisch destabilisieren.
Die DPP, die in ihren Anfangsjahren noch eine relativ radikale pro-Unabhängigkeits-Rhetorik pflegte, hat mittlerweile zu einer gemäßigten, von Pragmatismus geprägten Haltung im Umgang mit der Volksrepublik China gefunden. Zwar werden die Ansprüche der Volksrepublik China von der Republik China (Taiwan) deutlich zurückgewiesen, aber auch ein Unabhängigkeitsreferendum oder eine Umbenennung des Staates von „Republik China“ in „Taiwan“ (früher eine zentrale Forderung der DPP) steht nicht mehr auf der aktuellem politischen Agenda. Dies wird meist damit begründet, dass Taiwan de facto bereits unabhängig sei, und keiner formellen Unabhängigkeitserklärung bedürfe und dass der Staatsname letztlich zweitrangig sei. Die Präsidentin  Tsai Ing-wen ist Vertreterin dieser pragmatischen Politikrichtung. Innerhalb des pan-grünen Spektrums gibt es jedoch immer wieder Personen und Gruppierungen, die mit diesem Kurs nicht einverstanden sind oder ihn sogar als Verrat an den ursprünglichen politischen Zielen betrachten.

### Kleinere Parteien
Neben der DPP und der Kuomintang galten drei Parteien nach den Meinungsumfragen als chancenreich in Bezug auf den Gewinn von Mandaten im Legislativ-Yuan: die New Power Party (NPP), die Qinmindang und die neu gegründete (s. u.) Taiwanische Volkspartei des Bürgermeisters von Taipeh, Ko Wen-je. Die 2016 als „neue Kraft“ neben KMT und DPP entstandene NPP zerstritt sich über die Frage, ob die Partei erneut wie 2016 die DPP-Präsidentschaftskandidin Tsai Ing-wen unterstützen sollte. In der Folge verließen einige prominente NPP-Politiker die Partei, darunter drei der fünf NPP-Abgeordneten im Legislativ-Yuan. Der Qinmindang (PFP) des Präsidentschaftskandidaten James Soong, einer Partei des blauen Spektrums wurden ebenfalls Chancen auf Mandate eingeräumt.

### Parteineugründungen
Vor der Wahl gab es Spekulationen, ob kleinere Parteien neben DPP und Kuomintang dieses Mal eine größere Rolle spielen würden. Im Sommer 2019 wurden kurz hintereinander vier neue politische Parteien gegründet, die größere Beachtung fanden und die alle ihre Kandidatur bei der Wahl des Legislativ-Yuans ankündigten. Am 20. Juli 2019 konstituierte sich die Formosa-Allianz als neue Partei. Die Formosa-Allianz war schon im Vorjahr als Interessenvereinigung radikaler Unabhängigkeits-Befürworter entstanden. Ihr folgte am 6. August 2019 die Taiwanische Volkspartei (TPP) des bislang parteilosen Bürgermeisters von Taipeh, Ko Wen-je. Auch wenn Ko in der Vergangenheit gelegentlich DPP-nahe Positionen vertreten hatte, erklärte er, dass die neue Partei eine Entpolitisierung des Staatsapparates und eine Regierung durch parteiunabhängige Fachleute anstrebe und kritisierte die Politikfehler von Kuomintang und DPP gleichermaßen. Die am 18. August 2019 unter der geistigen Führerschaft des DPP-Ex-Präsidenten Chen Shui-bian gegründete Eine-Seite-ein-Land-Aktionspartei vertrat dagegen dezidiert pan-grüne Standpunkte, indem sie beispielsweise eine Umbenennung des Staates in „Republik Taiwan“ forderte. Die am 24. August 2019 gegründete Taiwan-Erneuerungspartei wollte dagegen die Akzente ihrer Aktivität mehr auf die Innenpolitik und innere Reformen in Taiwan richten. Von den vier Parteien wurden insbesondere Kos TPP größere Wahlchancen eingeräumt.

## Wahlsystem
Der 113 Abgeordnete umfassende Legislativ-Yuan wird in einer Mischung aus Verhältnis- und Mehrheitswahl gewählt. 73 Abgeordnete werden nach einfachem Mehrheitswahlrecht in ebensovielen Wahlkreisen gewählt. Je drei Abgeordnete werden durch die indigene Bevölkerung des Flachlandes und des Berglands gewählt. Die restlichen 34 Sitze werden durch landesweite Wahl besetzt. Dabei gilt eine 5 %-Sperrklausel. Das Wahlrecht begünstigt sehr stark große Parteien.
In den 79 Wahlkreisen bewarben sich insgesamt 410 Kandidaten, und für die 34 Sitze der Landesliste registrierten sich 19 Parteien, die 216 Kandidaten aufstellten.

## Wahlumfragen
Die folgende Tabelle zeigte einige ausgewählte Wahlumfragen im Verlauf seit 2016.
| Datum        | Quelle             | DPP    | KMT    | Qinmin | NPP    | Xindang | Grüne | TSU   | NPSU  | TPP    | Andere | Unentschieden | Führung |
| ------------ | ------------------ | ------ | ------ | ------ | ------ | ------- | ----- | ----- | ----- | ------ | ------ | ------------- | ------- |
| 4. Dez 2019  | Grüne Partei       | 31,9 % | 22,0 % | 2,9 %  | 7,0 %  | -       | 1,0 % | -     | -     | 11,5 % | 3,0 %  | -             | 9,9     |
| 19. Nov 2019 | PinView            | 27,0 % | 22,7 % | 2,6 %  | 3,6 %  | -       | -     | -     | -     | 7,4 %  | -      | -             | 4,3     |
| 14. Nov 2019 | WWCTMG             | 22,0 % | 25,2 % | 2,3 %  | 5,9 %  | -       | -     | -     | -     | 7,5 %  | -      | -             | 3,2     |
| 5. Nov 2019  | WWCTMG             | 24,2 % | 29,7 % | 1,2 %  | 4,5 %  | -       | -     | -     | -     | 4,7 %  | -      | -             | 5,5     |
| 27. Okt 2019 | ETtoday            | 31,4 % | 36,2 % | 1,2 %  | 5,0 %  | 0,5 %   | 0,9 % | -     | -     | 20,5 % | 4,3 %  | -             | 4,8     |
| 16. Sep 2019 | NCAP               | 25,3 % | 28,6 % | 1,9 %  | 6,4 %  | 0,3 %   | 0,8 % | 0,1 % | -     | 8,2 %  | 1,7 %  | 26,6 %        | 9,5     |
| 29. Sep 2019 | ETtoday            | 31,0 % | 34,8 % | 1,7 %  | 5,0 %  | 1,4 %   | -     | 0,4 % | -     | 19,9 % | 5,9 %  | -             | 3,8     |
| 17. Sep 2019 | Green Party        | 25,1 % | 33,1 % | 1,7 %  | 8,4 %  | -       | 2,1 % | -     | -     | 8,9 %  | 3,1 %  | 14,9 %        | 8,0     |
| 30. Aug 2019 | TVBS               | 22,0 % | 27,0 % | -      | 6,0 %  | -       | -     | -     | -     | 6,0 %  | 7,0 %  | 31,0 %        | 5,0     |
| 13. Aug 2019 | NCAP               | 23,7 % | 35,3 % | -      | 7,2 %  | -       | -     | -     | -     | 9,8 %  | 3,0 %  | 22,0 %        | 3,6     |
| 30. Jul 2019 | Formosa            | 26,5 % | 23,4 % | 0,2 %  | 4,2 %  | -       | -     | -     | -     |        | 11,9 % | 34,1 %        | 3,1     |
| 28. Jun 2019 | Formosa            | 27,0 % | 23,7 % | 0,1 %  | 3,6 %  | -       | -     | -     | -     | 10,2 % | 36,6 % | 2,7           |         |
| 18. Jun 2019 | Trend Poll         | 28,3 % | 31,3 % | -      | 11,9 % | -       | -     | -     | -     | 10,0 % | 18,5 % | 3,0           |         |
| 28. Mai 2019 | Formosa            | 25,6 % | 25,4 % | 0,3 %  | 4,1 %  | -       | -     | -     | -     | 8,5 %  | 36,4 % | 0,2           |         |
| 8. Mai 2019  | TVBS               | 22,0 % | 32,0 % | -      | 11,0 % | -       | -     | -     | -     | 8,0 %  | 27,0 % | 10,0          |         |
| 1. Apr 2019  | Formosa            | 21,4 % | 26,0 % | 0,2 %  | 3,1 %  | -       | -     | 0,1 % | -     | 12,1 % | 37,4 % | 4,6           |         |
| 20. Feb 2019 | TVBS               | 17,0 % | 29,0 % | -      | 11,0 % | -       | -     | -     | -     | 12,0 % | 32,0 % | 12,0          |         |
| 7. Jan 2019  | ESC NCCU           | 18,1 % | 30,4 % | 0,6 %  | 2,7 %  | 0,3 %   | 0,5 % | 0,1 % | 0,1 % | 2,0 %  | 46,2 % | 12,3          |         |
| 13. Aug 2018 | Taiwan Real Survey | 16,4 % | 21,3 % | 2,4 %  | 6,8 %  | 0,8 %   | 1,2 % | 0,7 % | -     | 0,1 %  | 50,4 % | 4,9           |         |
| 19. Apr 2018 | Taiwan Brain Trust | 30,7 % | 21,7 % | -      | 12,2 % | -       | -     | -     | -     | 8,7 %  | 26,7 % | 9,0           |         |
| 19. Dez 2017 | ESC NCCU           | 22,4 % | 25,6 % | 1,3 %  | 5,9 %  | 0,4 %   | 0,7 % | 0,1 % | 0,1 % | 0,5 %  | 43,1 % | 3,2           |         |
| 21. Apr 2016 | Taiwan Brain Trust | 35,1 % | 17,2 % | -      | 10,5 % | -       | -     | -     | -     | 11,9 % | 25,3 % | 7,9           |         |

## Ergebnisse

### Ergebnisse landesweit
Vier Parteien überwanden die 5-%-Sperrklausel: DPP, Kuomintang, Taiwanische Volkspartei und New Power Party. Aufgrund des landwesweiten Stimmenanteils wurden 34 der 113 Parlamentssitze zugeteilt.
| Rang | Partei                                          | Stimmen   | Prozent | Sitze |
| ---- | ----------------------------------------------- | --------- | ------- | ----- |
| 1    | Demokratische Fortschrittspartei                | 4.811.241 | 33,98   | 13    |
| 2    | Kuomintang                                      | 4.723.504 | 33,36   | 13    |
| 3    | Taiwanische Volkspartei                         | 1.588.806 | 11,22   | 05    |
| 4    | New Power Party                                 | 1.098.100 | 07,75   | 03    |
| 5    | Qinmindang                                      | 0.518.921 | 03,66   | –     |
| 6    | Taiwanische Staatsbildungspartei                | 0.447.286 | 03,16   | –     |
| 7    | Grüne Partei Taiwans                            | 0.341.465 | 02,41   | –     |
| 8    | Xindang                                         | 0.147.373 | 01,04   | –     |
| 9    | Eine-Seite-ein-Land-Aktionspartei               | 0.143.617 | 01,01   | –     |
| 10   | Stabilitätskraft                                | 0.094.563 | 00,67   | –     |
| 11   | Taiwanische Solidaritätsunion                   | 0.050.435 | 00,36   | –     |
| 12   | Kongressparteiallianz                           | 0.040.331 | 00,28   | –     |
| 13   | Vereinigungspartei                              | 0.032.966 | 00,23   | –     |
| 14   | Union der Glaubensrichtungen                    | 0.031.117 | 00,22   | –     |
| 15   | Formosa-Allianz                                 | 0.029.324 | 00,21   | –     |
| 16   | Arbeiterpartei                                  | 0.019.941 | 00,14   | –     |
| 17   | United Action Alliance                          | 0.017.515 | 00,12   | –     |
| 18   | Taiwan-Erneuerungspartei                        | 0.011.952 | 00,08   | –     |
| 19   | Partei für ein souveränes Taiwan und Pescadoren | 0.011.681 | 00,08   | –     |

### Ergebnisse in den Wahlkreisen

Wahlkreisgewinner:

Landesweite Ergebnisse in hexagonaler Darstellung:
(13)
(13)
(5)
(3)

In den 73 Wahlkreisen wurde je ein Abgeordneter gewählt.
| Partei | Partei                           | Gewonnene Wahlkreise | in Prozent aller Wahlkreise |
| ------ | -------------------------------- | -------------------- | --------------------------- |
|        | Demokratische Fortschrittspartei | 46                   | 063,01                      |
|        | Kuomintang                       | 22                   | 030,14                      |
|        | Taiwanische Staatsbildungspartei | 01                   | 01,40                       |
|        | Parteiunabhängige                | 04                   | 05,48                       |
| Gesamt | Gesamt                           | 73                   | 100,00                      |

### Durch die taiwanischen Ureinwohner gewählte Abgeordnete
Die taiwanischen Ureinwohner wählten insgesamt 6 Abgeordnete.
| Partei | Partei                           | Ureinwohner  | Ureinwohner |
| Partei | Partei                           | im Flachland | im Bergland |
| ------ | -------------------------------- | ------------ | ----------- |
|        | Kuomintang                       | 2            | 1           |
|        | Demokratische Fortschrittspartei | 1            | 1           |
|        | Parteiunabhängige                | –            | 1           |
| Gesamt | Gesamt                           | 3            | 3           |

## Zusammensetzung des neu gewählten Legislativ-Yuans

Zusammensetzung des neuen Legislativ-Yuans:
DPP (61)
Kuomintang (38)
Taiwanische Volkspartei (5)
New Power Party (3)
Taiwanische Staatsbildungspartei (1)
Parteiunabhängige (5)

| Parteiname | Parteiname                       | Kürzel | Sitze | Sitze in % |
| ---------- | -------------------------------- | ------ | ----- | ---------- |
|            | Demokratische Fortschrittspartei | DPP    | 061   | 053,98     |
|            | Kuomintang                       | KMT    | 038   | 033,63     |
|            | Taiwanische Volkspartei          | TPP    | 005   | 004,42     |
|            | New Power Party                  | NPP    | 003   | 002,65     |
|            | Taiwanische Staatsbildungspartei | TSP    | 001   | 000,89     |
|            | Parteiunabhängige                | –      | 005   | 004,42     |
| Gesamt     | Gesamt                           | Gesamt | 113   | 100,00     |